# 陈靳乡
陈靳乡，是中华人民共和国宁夏回族自治区固原市隆德县下辖的一个乡镇级行政单位。

## 行政区划
陈靳乡下辖以下地区：
清凉村、新兴村、陈靳村、高阳村、民联村、何槐村和新和村。